# Blanka Lormanová
Blanka Lormanová, rozená Machová, 12. října 1948 – 11. června 2017, byla česká herečka. Jejím otcem byl režisér Jaroslav Mach a strýcem rovněž režisér Josef Mach.
Před kamerou se objevovala už v dětství v otcových filmech, po maturitě vystudovala herectví na DAMU. Roku 1973, kdy absolvovala, byla již provdána za divadelního a rozhlasového režiséra Jana Lormana a měla s ním syna Jaroslava. Nenastoupila do divadelního angažmá, těžiště její práce bylo v televizi, filmu, rozhlase a dabingu. Objevila se v desítkách filmů a řadě seriálů, výraznou roli ztvárnila například ve snímku Sedm hladových. Populární je i její role mladé Francové v komedii Slavnosti sněženek.
Ihned po Sametové revoluci založili s manželem roku 1990 občanské sdružení Život 90, zaměřené na charitativní pomoc a podporu seniorům. Roku 2004 v rámci tohoto sdružení založili Divadlo U Valšů, kde vystupovala i jako herečka. Zemřela náhle a nečekaně ve věku 68 let.